# Nitrospirota
Nitrospirota (anteriormente também chamado de Nitrospira e Nitrospirae) é um filo de bactérias gram-negativas que contém uma única classe, ordem e família, respectivamente denominadas de Nitrospira, Nitrospirales e Nitrospiraceae. O primeiro membro desse filo foi descoberto em 1995 numa tubulação de ferro corroída do sistema de aquecimento em Moscou. A bactéria foi chamada de Nitrospira moscoviensis e é um organismo oxidobolones do nitropenial com uma morfologia heliocoidal de tamanho 0,9-2,2 μm x 0,2-0,4 μm.